# Мялковський Микола Миколайович
Мялковський Микола Миколайович (позивний «Мика»; 27 червня 1995, м. Луцьк — 4 грудня 2023, с. Торське) — український військовослужбовець, молодший сержант 100 ОБрТрО Збройних сил України, учасник російсько-української війни.

## Життєпис
Народився 27 червня 1995 року в місті Луцьк Волинської області. Навчався у школі № 1 та в Бучацькому ліцеї імені святого Йосафата (випуск 2012 року). Потім здобув вищу освіту в Національному університеті «Острозька академія» за спеціальністю «Культурологія». Навчався в Люблінському католицькому університеті, а за програмою обміну — в Левенському католицькому університеті (Бельгія). Оселився в Польщі. Працював у департаменті стратегії та підприємництва мерії міста Люблін та відповідав за проєкти, пов'язані з академічною співпрацею.
Був багатогранною людиною. Малював разом з мамою-художницею Тетяною Мялковською, займався спортом, грав на скрипці та співав у церковному хорі. Був Членом громади УМХ та активним християнським діячем.
Після повномасштабного вторгнення окупантів повернувся на Батьківщину та долучився до лав захисників. Служив у 100-ій окремій бригаді територіальної оборони ЗСУ. Був оператором та інструктором БПЛА в 54-му батальйоні.
Загинув 4 грудня 2023 року під час виконання бойового завдання в селі Торське на Донеччині. Виконуючи бойове завдання, отримав смертельні поранення внаслідок атаки російського дрона. Похований 8 грудня 2023 року на міському кладовищі у Гаразджі Луцького району.

## Нагороди
- Орден «За мужність» III ступеня (23 квітня 2024, посмертно) — за особисту мужність, виявлену у захисті державного суверенітету та територіальної цілісності України, самовіддане виконання військового обов'язку[4]
- Почесний нагрудний знак Головнокомандувача Збройних сил України «Золотий хрест» (28 вересня 2023)[3]
- Нагрудний знак «За військову доблесть»[2]

## Вшанування пам'яті
- 27 червня 2024 року у галереї мистецтв артстудії «П'ятерня» в Луцьку відбулося відкриття фотовиставки «Життєпис Миколи Мялковського», на якій презентували благодійний фонд його імені. Подію організували 27 червня — у день народження Героя[5], на честь якого в місті перейменовано вулицю Крилова (27 березня 2024)[6][7].